# Крашенинников, Николай Сергеевич
Никола́й Серге́евич Крашени́нников (1857 — 1918) — русский судебный деятель, сенатор, член Государственного совета Российской империи.

## Биография
Православный. Потомственный дворянин Воронежской губернии. Сын капитана 2-го ранга Сергея Петровича Крашенинникова, утверждённого в потомственном дворянстве в 1857 году. Старший брат Илья — также член Государственного совета. Землевладелец Воронежской губернии (600 десятин в нераздельном владении с родственниками).
В 1879 году окончил Императорское училище правоведения с золотой медалью, был причислен к Министерству юстиции и откомандирован для занятий в 1-е отделение 3-го департамента Сената.
В Сенате прошёл все должности до должности обер-секретаря 3-го департамента (с 1886), а затем — межевого департамента (с 1888). В 1889 году был назначен товарищем председателя Рижского окружного суда, в 1892 году — перемещён на должность члена Киевской судебной палаты, в 1896 году — назначен председателем Орловского окружного суда, а в 1900 году — переведён на ту же должность в Санкт-Петербургский окружный суд и произведён в действительные статские советники.
В 1904 году назначен был старшим председателем Новочеркасской судебной палаты, в феврале 1906 года — переведён на ту же должность в Одесскую судебную палату, а в июле того же года — назначен старшим председателем Санкт-Петербургской судебной палаты.
1 января 1908 года был пожалован в сенаторы, с производством в тайные советники и оставлением в должности старшего председателя Петербургской судебной палаты. Последнюю должность занимал до конца 1915 года. Под его председательством слушалось большинство крупных дел по государственным преступлениям, в том числе суд над членами Петербургского совета рабочих депутатов, дело о Выборгском воззвании и дело социал-демократической фракции 2-й Государственной думы.
23 июня 1908 года был ранен революционером в Петрозаводске во время выездной сессии Петербургской судебной палаты. Когда Крашенинников возвращался с судебного заседания в гостиницу, петрозаводский мещанин Александр Кузьмин сумел нанести ему удар кинжалом. После этого Кузьмин скрылся в Общественном саду, но скоро был задержан полицией. Позднее он был повешен по приговору суда.
В июне 1915 года Крашенинников производил, по Высочайшему повелению, расследование о произошедших в Москве беспорядках, причём по его докладу за бездействие власти был уволен главноначальствующий князь Юсупов и преданы суду градоначальник генерал Адрианов и полицеймейстер Севенард.
24 ноября 1915 года, по инициативе министра внутренних дел А. Н. Хвостова, назначен членом Государственного совета. Входил в группу правых. Состоял членом комиссии законодательных предположений. 1 января 1917 года назначен председателем Верховного уголовного суда, с оставлением в должности члена Государственного совета. Во время Февральской революции был арестован и помещен в Трубецкой бастион Петропавловской крепости. Вскоре был освобождён и лишён жалованья.
В 1918 году находился в Пятигорске. Был взят большевиками в заложники и расстрелян в октябре 1918.

## Семья
Был женат на дочери Воронежского уездного предводителя дворянства Марии Петровне Халютиной. Их сын: Пётр (р. 1890).

## Награды
- Орден Святого Станислава 2-й ст. (1890);
- Орден Святой Анны 2-й ст. (1895);
- Орден Святого Владимира 3-й ст. (1902);
- Орден Святого Станислава 1-й ст. (1905);
- Орден Святой Анны 1-й ст. (1907);
- Орден Святого Владимира 2-й ст. (1910);
- Орден Белого Орла (1917).

- медаль «В память царствования императора Александра III»
- медаль «В память 300-летия царствования дома Романовых»